# Leptomithrax sternocostulatus
Leptomithrax sternocostulatus is een krabbensoort uit de familie van de Majidae. De wetenschappelijke naam van de soort is voor het eerst geldig gepubliceerd in 1851 door H. Milne Edwards.